# 拉沙佩勒巴通
拉沙佩勒巴通（法語：La Chapelle-Bâton，法語發音：[la ʃapɛl batɔ̃]）是法国德塞夫勒省的一个市镇，属于帕尔特奈区。

## 地理
拉沙佩勒巴通（46°28'25"N, 0°19'46"W）面积16.93 平方千米，位于法国新阿基坦大区德塞夫勒省，该省份为法国西部内陆省份，北起曼恩-卢瓦尔省，西接旺代省，南至夏朗德省和滨海夏朗德省，东临维埃纳省。
与拉沙佩勒巴通接壤的市镇（或旧市镇、城区）包括：欧热、尚德尼耶、谢尔沃、马济耶尔昂加蒂讷、韦吕。

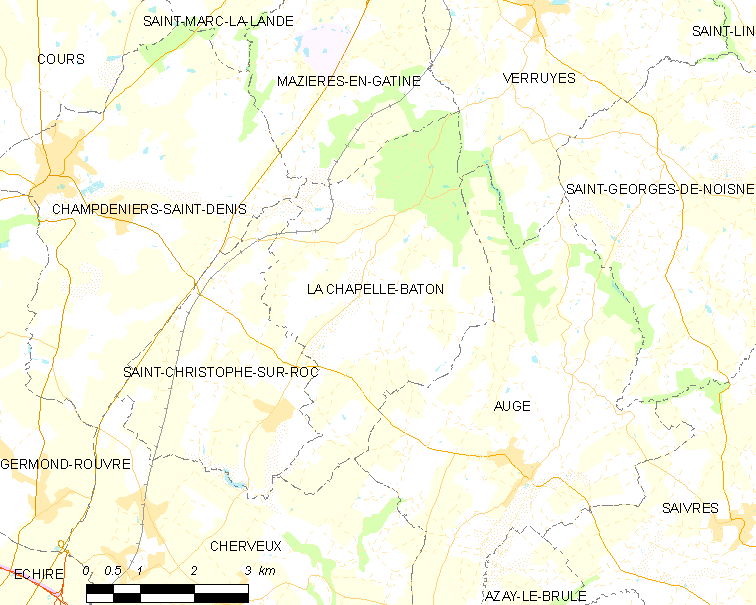
拉沙佩勒巴通的OSM定位图

拉沙佩勒巴通的时区为UTC+01:00、UTC+02:00（夏令时）。

## 行政
拉沙佩勒巴通的邮政编码为79220，INSEE市镇编码为79070。

## 政治
拉沙佩勒巴通所属的省级选区为欧蒂兹-埃格赖县。

## 人口

1962-2008年间拉沙佩勒巴通人口变化图示

拉沙佩勒巴通于2022年1月1日时的人口数量为415人。